# TOPAZ (旅客船)
The TOPAZ（ザ・トパーズ、または単にトパーズ）はパナマ船籍の旅客船（就航：1955～2008年）。
正式名称はTSS the TOPAZ（TSSはTurbine Steam Ship（蒸気船）の略）。

## 概要
1955年にスコットランドのグラスゴーで進水した。当初は「エンプレス・オブ・ブリテン」（Empress of Britain＝イギリスの女帝：エリザベス2世のこと）という船名で、カナディアン・パシフィック・スチームシップス・オーシャン・サービス（現在のCP Ships）の大西洋航路に就航していたクルーズ客船である。初就航時（1956年）から既にクラシカルな印象を与えるデザインであったが、装備においては、横揺れ緩和装置や全室にエアコン設置など当時最新鋭の内容である。1994年に全面改装された。
2003年以降、晩年は日本の国際交流NGO団体ピースボートにチャーターされ、「地球一周の船旅」に17回就航する。2008年4月に引退した。3万トンを超える船としては珍しく、50年以上も就航し続けた長寿船である。

## 船歴

### 定期航路時代
1955年4月、イギリスグラスゴーのフェアフィールド造船所において進水した。1956年に艤装を終え「エンプレス・オブ・ブリテン(en:Empress of Britain)」（25516トン）と命名され、イギリスのカナディアン・パシフィック・スチームシップス・オーシャン・サービス（当時）のヨーロッパ～カナダ東岸（モントリオール）の大西洋航路のライナー（定期航路）貨客船として就航する。当時は船体後部に貨物倉があった。
1965年、カナディアン・パシフィック・ラインが旅客サービスを撤退したことにより、同船はにギリシャのグリーク・ラインに売却され、名称を「クイーン・アンナ・マリア」（21716トン）と変更し、ギリシャ～アメリカ航路に就航した。貨客船から客船へと変更したことを受け、後部の貨物倉が客室となり、プロムナードデッキが船尾まで延長されてラウンジ（晩年のブロードウェイ・ショーラウンジ）が増設された。

### カーニバルクルーズ
1970年代になって、当時新興企業であったアメリカのカーニバル・クルーズ社に売却された。1975年、「カルニバーレ」（27250トン）と名称を変更し、準姉妹船として建造された「マルディ・グラ」（旧名エンプレス・オブ・カナダ、27250トン、1961年建造）に続く第二船として、カリブ海クルーズに就航した。この2隻は、後にクイーン・エリザベス2やクイーン・メリー2で有名なキュナード・ラインや、ダイヤモンド・プリンセスで有名なプリンセス・クルーズ、そしてホーランド・アメリカラインを併合して世界最大のクルーズ企業となるカーニバル・クルーズの草創期の成長に貢献した。
1993年、老朽化が進む同船は、大型新船を矢継ぎ早に投入するカーニバル・クルーズの船隊構成の中からスピンアウトされ、子会社のフィエスタ・マリーナ・クルーズへ移籍「フィエスタ・マリーナ」と名称変更した。

### ギリシャ時代
1995年、ギリシャのエピロティキ・ラインへ売却され「オリンピック」（31500トン）と名称変更し、再度ギリシャ船社の下で運用されることとなり、エーゲ海クルーズに就航した。
この船社の下での同船は、同船のシンボルとも言える白い船体ではなく、デッキ以下の船体を薄紫色に塗装していた。1997年に、エピロティキ・ラインは同じギリシャのサン・ラインと合併し、ロイヤル・オリンピック・クルーズとなる。同船も新会社へスライド移籍したのも束の間、リストラ対象となってしまい、売却されることとなる。
1997年、同じギリシャ系のトパーズ・インターナショナルへ売却。同社は引退するまで同船の船主であった。大改装の後、「ザ・トパーズ」（32327トン）と名称を変更した。同船をイギリスのトムソン・クルーズがチャーターをして、ヨーロッパのクルーズへ就航した。この時の改造工事により、ブリッジ前方のデッキに客室、プロムナードデッキの最後尾部分の上階にレストラン（晩年のヨットクラブ）が追加された。以後引退までトパーズの構造はこの構造を維持される。2002年、チャーター元がトムソン・クルーズからその親会社であるドイツのTUI AGへ変更した。チャーターは2003年まで続いた。

### 就航末期
2003年、TUIグループのチャーターが終了した時点では就航から48年経過しており、そろそろ引退かと思われていたが、その時、日本のNGOピースボートがチャーターすることとなった。
ピースボートは船旅（主に地球一周クルーズ）を通じて国際交流を図るNGO団体であり、当時使用していて手狭になってきていた「オリビア」（15791トン、1976年建造、ウクライナ）の代替船を探していたところだった。以後、2003年6月14日出航の第41回クルーズから始まり、2008年4月28日帰港の第60回クルーズまで17回の地球一周クルーズにチャーターされ、ピースボートの客船としては最も長い距離を航海した客船となった。2008年4月に上記クルーズの帰港と共に、このサイズの船では異例とも呼べる52年の長きに渡る客船としての役目を終え、引退となった。以後、ピースボートでは「クリッパー・パシフィック」（22945トン、1970年就航、バハマ船籍）がその役目を引き継いでいる。

## 姉妹船
- エンプレス・オブ・イングランド

エンプレス・オブ・ブリテンと同型船で1957年に就航した。1960年代にイギリスのショウ・サビル・ラインに売却され、「オーシャン・モナーク」と名称変更、1970年に初来日した。1975年に台湾にて解体された。